# Plemiona litewskie
Plemiona litewskie, lettońskie – dawna nazwa ludów bałtyjskich, plemion ludów pochodzenia indoeuropejskiego, najbliższych Słowianom.
Do grupy plemion bałtyjskich zaliczyć można:
- Litwinów
- Żmudzinów
- Łotyszów
- Prusów (podział autorstwa Jana Długosza):
  - Pogezania (Pogeza), kraina: Pogezania,
  - Natangia (Namktaga), kraina: Natangia,
  - Sumbia (Sama), kraina: Sambia
  - Nadrawia (Nadrowa), kraina: Nadrowia,
  - Szaławia (Szalowa), kraina: Skalowia,
  - Sudawia (Sudowa), kraina: Sudowia,
  - Galindia (Galinda), kraina: Galindia,
  - Barta, kraina: Barcja.
- Jaćwingów